# Aysenoides colecole
Aysenoides colecole är en spindelart som beskrevs av Ramírez 2003. Aysenoides colecole ingår i släktet Aysenoides och familjen spökspindlar. Inga underarter finns listade.